# Jenny Barazza
Jenny Barazza (ur. 24 lipca 1981 w Codognè) – włoska siatkarka, reprezentantka kraju, gra na pozycji środkowej. 
W sezonie 2010/2011 siatkarka zaszła w ciążę i 4 czerwca 2011 urodziła córkę Luizę.

## Osiągnięcia klubowe
Puchar CEV:
- 2004

Mistrzostwo Włoch:
- 2004, 2006, 2016
- 2005, 2013

Superpuchar Włoch:
- 2004, 2016

Liga Mistrzyń:
- 2005, 2007, 2009
- 2017
- 2006

Puchar Włoch:
- 2006, 2008, 2017

## Osiągnięcia reprezentacyjne
Mistrzostwa Świata Kadetek:
- 1997

Mistrzostwa Europy Juniorek:
- 1998

World Grand Prix:
- 2004
- 2007, 2008, 2010

Mistrzostwa Europy:
- 2007, 2009
- 2005

Puchar Świata:
- 2007

Igrzyska Śródziemnomorskie:
- 2009

Puchar Wielkich Mistrzyń:
- 2009

## Nagrody indywidualne
- 2007: Najlepsza blokująca Mistrzostw Europy